# الجمعية الملكية للطب
الجمعية الملكية للطب (بالإنجليزية: Royal Society of Medicine، وتُختصر إلى: RSM) هي إحدى الكيانات الكبرى المقدِّمة للدراسات الطبية العليا المعتمدة في المملكة المتحدة.
أُسست الجمعية سنة 1805، تحت اسم جمعية لندن الطبية والجراحية، وحصلت على ميثاق ملكي من الملك ويليام الرابع سنة 1834.
تضم الجمعية اليوم واحدة من أضخم المكتبات الطبية في القارة الأوروبية، تحتوي على مجموعات ضخمة من الكتب والدوريات الورقية والإلكترونية وقواعد البيانات الطبية على شبكة الإنترنت، وتنظم سنويًا ما يربو على 400 حدث أكاديمي وعام. والجمعية ليست كيانًا صانعًا للسياسات ولا تصدر قواعد إرشادية أو معايير للرعاية الطبية.

## وصلات خارجية
- الموقع الرسمي للجمعية